# Laevichlamys wilhelminae
Laevichlamys wilhelminae is een tweekleppigensoort uit de familie van de Pectinidae. De wetenschappelijke naam van de soort is voor het eerst geldig gepubliceerd in 1904 door Bavay.